# Zunilito
Zunilito é uma cidade da Guatemala do departamento de Suchitepéquez.